# Partition eines Intervalls
Eine Partition eines Intervalls ist in der Mathematik eine endliche, streng aufsteigende Folge, die das Intervall in Teilintervalle aufteilt, so dass deren Vereinigung wieder das ursprüngliche Intervall ergibt. Der Begriff ist fundamental für die Definition der Variation.

## Partition eines Intervalls
Die Partition eines reellen kompakten Intervalls {\displaystyle [a,b]}, wobei {\displaystyle a,b\in \mathbb {R} \cup \{\pm \infty \}}, ist eine endliche Folge {\displaystyle \Pi _{n}=(t_{0},t_{1},\dots ,t_{n})}, so dass
{\displaystyle a=t_{0}<t_{1}<\dots <t_{n}=b}
gilt.
Ein Intervall der Form {\displaystyle [t_{i},t_{i+1}]} für {\displaystyle t_{i},t_{i+1}\in \Pi _{n}} mit {\displaystyle i=0,\dots ,n-1} nennt man Teilintervall der Partition {\displaystyle \Pi _{n}}.

### Norm
Die Länge des größten Teilintervalls {\displaystyle |\Pi _{n}|} nennt man Norm oder Maschenweite von {\displaystyle \Pi _{n}}, d. h.
{\displaystyle |\Pi _{n}|:=\sup\{t_{i+1}-t_{i}:t_{i+1},t_{i}\in \Pi _{n}\}}

### Verfeinerung einer Partition
Hat man zwei Partitionen {\displaystyle \Pi _{n}} und {\displaystyle \Pi _{m}} des gleichen Intervalls {\displaystyle [a,b]}, so dass {\displaystyle \Pi _{n}\subseteq \Pi _{m}}, dann ist {\displaystyle \Pi _{m}} eine Verfeinerung von {\displaystyle \Pi _{n}}. Das heißt also {\displaystyle \Pi _{m}} ist von der Form
{\displaystyle \Pi _{m}=\Pi _{n}\cup \{t_{i_{n+1}},t_{i_{n+2}},\dots ,t_{i_{m}}\},}
wobei im Fall {\displaystyle m=n} natürlich {\displaystyle \Pi _{m}=\Pi _{n}} gilt.

### Folge von Partitionen
In der Regel betrachtet man Folgen von Partitionen desselben Intervalls {\displaystyle [a,b]}.

#### Mit konstanter Länge
Folgen von Partitionen {\displaystyle (\Pi _{n}^{(N)})_{N}} derselben Tupellänge {\displaystyle n}, das heißt {\displaystyle (t_{0},\dots ,t_{n})}, notiert man als
{\displaystyle a=t_{0}^{(N)}<t_{1}^{(N)}<\dots <t_{n}^{(N)}=b.}

#### Mit wachsender Länge
Häufig interessiert man sich für Folgen von Verfeinerungen {\displaystyle \dots \subseteq \Pi _{n}^{(N)}\subseteq \Pi _{m}^{(N+1)}\subseteq \dots } so dass {\displaystyle \lim \limits _{N\to \infty }|\Pi _{n(N)}^{(N)}|=0}.

#### Dyadische Partitionen
Sei {\displaystyle [0,T]} ein Intervall, die dyadische Partition {\displaystyle \tau _{n}} der Ordnung {\displaystyle n} ist die gleichmäßige Zerlegung des Intervals mit Stellen
{\displaystyle \tau _{n}=\left\{{\frac {kT}{2^{n}}}\colon k=0,\dots ,2^{n}\right\}.}
Die Folge dyadischer Partitionen {\displaystyle (\tau _{n})_{n}} ist eine verfeinerte Partition, das heißt {\displaystyle \tau _{n}\subset \tau _{n+1}} für alle {\displaystyle n}. Die {\displaystyle 2^{n}} Intervalle sind dann durch
{\displaystyle I_{n}^{k}=]t_{n}^{k-1},t_{n}^{k}],\quad k=1,\dots 2^{n}.}
wobei {\displaystyle t_{n}^{k}:={\frac {kT}{2^{n}}}} die {\displaystyle k}-te Teilstelle bezeichnet.